# 埃斯基耶兹-塞尔
埃斯基耶兹-塞尔（法語：Esquièze-Sère，法語發音：[ɛskjɛz sɛʁ]）是法国上比利牛斯省的一个市镇，属于阿热莱斯加佐斯特区。该市镇于1846年由原市镇埃斯基耶兹（Esquièze）和塞尔巴雷日（Sère-Barèges）合并而成。

## 地理
埃斯基耶兹-塞尔（42°52'33"N, 0°0'7"W）面积1.52 平方千米，位于法国奧克西塔尼大區上比利牛斯省，该省份为法国西南部内陆省份，北至热尔省，西接大西洋比利牛斯省，南与西班牙接壤，东临上加龙省。
与埃斯基耶兹-塞尔接壤的市镇（或旧市镇、城区）包括：埃斯泰尔、吕兹-圣索沃尔、萨西斯、萨利戈斯。

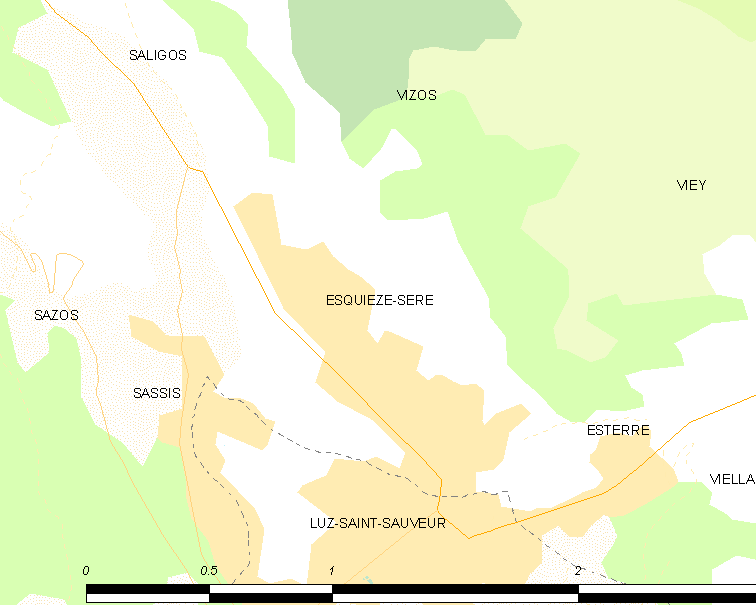
埃斯基耶兹-塞尔的OSM定位图

埃斯基耶兹-塞尔的时区为UTC+01:00、UTC+02:00（夏令时）。

## 行政
埃斯基耶兹-塞尔的邮政编码为65120，INSEE市镇编码为65168。

## 政治
埃斯基耶兹-塞尔所属的省级选区为激流谷县。

## 人口

1962-2008年间埃斯基耶兹-塞尔人口变化图示

埃斯基耶兹-塞尔于2022年1月1日时的人口数量为417人。